# اولیویرا مولدووان
اولیویرا مولدووان (سیریلیک صربی: Оливера Молдован؛ زادهٔ ۱ مارس ۱۹۸۹) قایقران کانو زن اهل صربستان است.
وی در مسابقات کشوری و بین‌المللی در مجموع برندهٔ ۲ مدال طلا، ۴ مدال نقره، ۴ مدال برنز شده‌است.